# Xã Clinton, Quận Wyoming, Pennsylvania
Xã Clinton (tiếng Anh: Clinton Township) là một xã thuộc quận Wyoming, tiểu bang Pennsylvania, Hoa Kỳ. Năm 2010, dân số của xã này là 1.367 người.